# ピラニン
ピラニン(Pyranine)は、アリールスルホネートとして知られる、親水性のpH感受性蛍光色素である。ピラニンは水に可溶で、着色剤、光学的な生物学的染料およびpH指示薬としての用途を持つ。例えば、細胞内pHの計測に使われている。